# STS-73
إس تي إس-73 (بالإنجليزية: STS-73)‏ الرحلة الثانية والسبعون ضمن برنامج مكوك الفضاء لوكالة ناسا، والرحلة الثامنة عشر على متن مكوك الفضاء كولومبيا، انطلقت الرحلة في 20 أكتوبر 1995 من مركز كينيدي للفضاء ، وهبطت بتاريخ 5 نوفمبر في مركز كينيدي للفضاء أيضاً، بعد خمس عشرة يوماً مكثتها الرحلة في الفضاء، ركزت الرحلة على آثار انعدام الجاذبية في الفضاء، بلغ عدد الرواد المشاركين في الرحلة سبعة رواد.